# Кречетович, Лев Мельхиседекович
Лев Мельхиседе́кович Кречето́вич (1878—1956) — русский и советский ботаник, методист по преподаванию ботаники, доктор биологических наук, хранитель гербария Московского университета, профессор МГУ.

## Биография
Окончил физико-математический факультет Московского университета (1900). Начал педагогическую деятельность преподавателем реального училища в Москве (1901). Принят на работу в Московский университет. Хранитель гербария Московского университета (1905–1913). Профессор кафедры ботаники физико-математического факультета МГУ (1918–1930). Профессор кафедры морфологии и систематики высших растений/высших растений биологического факультета (1933–1956).
Доктор биологических наук. Член-корреспондент отделения методик преподавания основных дисциплин в начальной и средней школе Академии педагогических наук РСФСР (1944).
Почётный член МОИП (1948).
Область научных интересов: ботаника, палеоботаника, методика преподавания ботаники в высшей и средней школе.
В университете читал курсы: «Вводный курс ботаники», «Общая география растений», «Учение об ископаемых растениях», «Определение цветковых растений», «Палеонтология растений».
В Академии педагогических наук разрабатывал проблемы морфологии и систематики растений и вопросы методики преподавания ботаники в средней школе и высших учебных заведениях, руководил составлением учебников ботаники для зоотехнических и ветеринарных вузов. Кречетович перевёл также научные и научно-методические труды и учебники ботаники с английского, немецкого, датского языков.
Похоронен на Введенском кладбище (11 уч.).
Сочинения:
- Ядовитые растения, их польза и вред, М.-Л., 1931
- Ядовитые растения СССР, М., 1940
- Вопросы эволюции растительного мира. Сб. статей, М., 1952.